# Раттер, Стив
Стивен (Стив) Раттер (англ. Stephen "Steve" Rutter; родился 14 октября 1962 года, Нортгемптон, Великобритания) — английский футбольный тренер.

## Биография
Большую часть своей игровой карьеры Раттер провел на позиции полузащитника в клубах низших лиг «Уэлдстон» и «Йовил Таун». В последней команде он начал свою тренерскую карьеру, причем параллельно хавбек продолжал выходить на поле. Несколько лет Раттер трудился в Ассоциации профессиональных футболистов страны. Из неё он перешел к работе с Футбольной ассоциацией в качестве регионального директора FA по коучингу для Юго-Запада Англии. Во время Евро-2000 специалист входил в аналитическую группу английской сборной. Раттер курировал не только мужскую, но и женскую национальную команду.
В 2004 году после прочтения курсов для тренеров КОНКАКАФ Стив Раттер на некоторое время возглавил один из ведущих клубов Тринидада и Тобаго «Сан-Хуан Джаблоти». Несколько лет англичанин ассистировал греку Яннису Анастасиу. Вместе они работали в «Панатинаикосе», голландской «Роде» и бельгийском «Кортрейке». В 2015 году после ухода Анастасиу из «Панатинаикоса» Раттер исполнял обязанности главного тренера клуба в матче против «Атромитоса» 7 ноября 2015 года. В нём его команда одержала победу со счетом 2:1.
В 2018 году Раттер вошел в тренерский штаб английского клуба «Лутон Таун», а с июня 2019 года стал помощником Янниса Анастасиу в «Атромитосе».

## Достижения
- Обладатель ФА Трофи: 1984/85
- Обладатель Кубка Футбольной Конференции: 1989/90